# Wólka Wybraniecka
Wólka Wybraniecka (prononciation : [ˈvulka vɨbraˈɲet͡ska]) est un village polonais de la gmina de Stanisławów dans le powiat de Mińsk de la voïvodie de Mazovie dans le centre-est de la Pologne.
Le village compte approximativement une population de 100 habitants.

## Histoire
De 1975 à 1998, le village appartenait administrativement à la voïvodie de Siedlce.